# The Four Lads

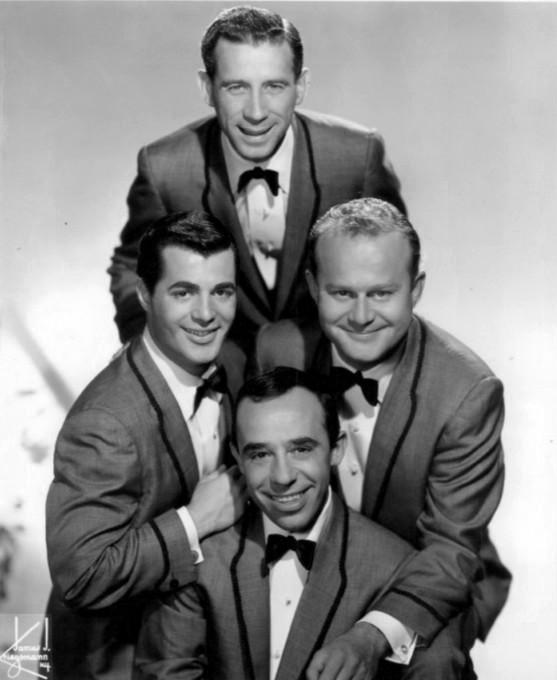
The Four Lads, 1969

The Four Lads waren ein kanadisches Vokalensemble, das in den 1950er Jahren im Bereich der traditionellen amerikanischen Popmusik mit ihren Einflüssen aus der früheren Big-Band- und Swing-Ära erfolgreich war, insbesondere in Kanada und den USA.

## Vorgeschichte
Die Mitglieder der Band kannten sich bereits aus dem Knabenchor der St. Michael’s Cathedral in Toronto, wo sie in der Schule von John Ronan singen lernten und mit Gospelliedern auftraten. Zunächst waren es Corrado „Connie“ Codarini, John Bernard „Bernie“ Toorish, Rudi Maugeri und John Perkins, die in ihrer Freizeit als die „Otnorots“ (Toronto rückwärts gelesen) und die „Jordonaires“ (nicht zu verwechseln mit den „Jordanaires“, die später als Backgroundgruppe von Elvis Presley bekannt wurde) auftraten.

## Karriere
Maugeri und Perkins verließen die Band recht schnell wieder – sie wurden später Mitglieder der Crew-Cuts –, dafür stießen 1947 James „Jimmy“ Arnold und Frank Busseri dazu und die vier gründeten in dieser Besetzung zunächst „The Four Dukes“. Jimmy Arnold sang dabei als Tenor die Hauptstimme, Frank Busseri sang als Bariton, Connie Codarini als Bass und Bernie Toorish als Tenor. Toorish fungierte gleichzeitig als Arrangeur der Band. Wie es zu dieser Zeit üblich war, hatte die Band anfänglich Engagements in den Clubs und Hotels ihrer Heimatstadt. Bei einem Spontanauftritt im Casino Theater in Toronto imitierten sie das inzwischen berühmte Golden Gate Quartet, ohne zu wissen, dass Orlandus Wilson von den Golden Gates im Publikum saß. Wilson war von dem Auftritt so beeindruckt, dass er sofort seinen Manager Mike Stewart in New York anrief und den Hörer in die Richtung der Bühne hielt. Stewart war mit Wilsons Vorschlag einverstanden und nahm das junge Quartett unbesehen unter Vertrag.
Mike Stewart verschaffte der Band auf Anhieb ein Engagement im Le Ruban Bleu in Harlem, einem der vornehmsten Nachtclubs von New York. Aus dem zweiwöchigen Engagement, das zur Probe vereinbart worden war, wurden rund 30 Wochen. Der Besitzer des Clubs wies das Quartett jedoch darauf hin, dass es in Detroit bereits eine Band gäbe, die sich „The Four Dukes“ nannte. Daraufhin benannten sich Arnold, Busseri, Codarini und Toorish in „The Four Lads“ um.
Während ihrer Zeit im Le Ruban Bleu wurden The Four Lads von Mitch Miller entdeckt, der ständig auf der Suche nach Talenten für die renommierte Columbia Records war. Er bot ihnen zunächst an, Aufnahmen als Backgroundgruppe für seine Künstler zu machen. So hatten sie im Herbst 1951 für die Okeh Records, einem Tochterlabel der Columbia, ihren ersten kommerziellen Erfolg, als Back-up von Johnnie Ray auf dessen Platte Cry, und der B-Seite The Little White Cloud That Cried. Beide Songs wurden von Bernie Toorish arrangiert. Da Johnnie Ray zu diesem Zeitpunkt selbst noch ein Newcomer war, hatte mit dem Erfolg im Vorfeld niemand gerechnet: Cry hielt sich in den US-Charts elf Wochen lang auf Platz 1, Little White Cloud für zwei Wochen auf Platz 2. Ray wechselte sofort zum Mutterlabel Columbia Records. 1952 folgten für die Lads drei weitere Hits im Background von Johnnie Ray: Please Mr. Sun, das Platz 6 der Charts erreichte, Here Am I Brokenhearted (Platz 8) und What’s the Use (Platz 13). Als Doris Day, einer der erfolgreichsten Stars der Columbia, zwei der Balladen aus dem Walt-Disney-Zeichentrickfilm Peter Pan aufnahm, begleiteten sie die Four Lads im Hintergrund.
Im selben Jahr produzierte Mitch Miller mit den Four Lads für die Okeh Records deren eigene Debütsingle, The Mocking Bird, die im Sommer 1952 immerhin auf Platz 23 der US-Charts kletterte. Die Lads wechselten daraufhin ebenfalls zum Mutterlabel Columbia und veröffentlichten ihre nächste Single Somebody Loves Me, die Platz 22 der Charts erreichte. 1953 kam der Durchbruch für die Four Lads: Istanbul (Not Constantinople) schaffte es bis auf Platz 10 der Charts und brachte ihnen die erste Goldene Schallplatte ein. Im selben Jahr erschien Down by the Riverside (Platz 17 der Charts). Im Herbst 1954 erreichten die Lads mit Skokiaan, einem afrikanisch beeinflussten Song, der nach einem Stammesgetränk der Zulu benannt ist, ihre erste Top-10-Platzierung (Platz 7). Daneben blieben sie als Backgroundgruppe aktiv, unter anderem beim Stück Rain, Rain, Rain von Frankie Laine, das ebenfalls 1954 erschien und von Bernie Toorish arrangiert worden war.
Mitch Miller, der weiterhin das Repertoire der Four Lads auswählte, hatte ein Gespür für Hits. Das zeigte sich endgültig 1955, als sie mit der Ballade Moments to Remember auf Platz 2 der US-Single-Charts landeten und ihre zweite Goldene Schallplatte einspielten. 1956 folgte No Not Much mit demselben Ergebnis und Standin’ on the Corner (Watching All the Girls Go By), das Platz 3 der Charts erreichte. Der letztere Song stammte aus dem Broadway-Musical The Most Happy Fella, aus der Feder von Frank Loesser.
Der Bekanntheitsgrad der Band steigerte sich durch Auftritte in bekannten Fernsehsendungen, wie der Perry Como and Dave Garroway Show. Obwohl Erfolge für traditionelle Vokalensembles mit dem Aufkommen des Rock ’n’ Roll immer schwieriger zu erreichen waren, hielten sich die Four Lads bis zum Ende der 1950er Jahre weiterhin in den Charts. Zwischen 1951 und 1959 erreichten 28 ihrer Singles Chartplatzierungen. Davon wurden fünf Goldene Schallplatten: Istanbul (1953), Moments to Remember (1955), No, Not Much (1956), Standin’ on the Corner (1956) und Who Needs You? (1957).
Als Standin’ on the Corner 1960 erneut erschien, erzielten die Four Lads damit ihren einzigen Charterfolg in Großbritannien, mit einem Platz 32 in den UK-Charts.
1962 verließ Connie Codarini die Band und eröffnete in Medina, Ohio das Restaurant Penny’s Poorhouse, das nach seiner Frau benannt war. Für ihn kam Johnny D’Arc zu den Four Lads. In den frühen 1970er Jahren zog sich Bernie Toorish zurück und wurde Versicherungsvertreter. Für ihn kam Sid Edwards in die Band. In den 1980er Jahren verließ auch Jimmy Arthur die Band, um von da an Stimmunterricht zu erteilen. Als einziges Gründungsmitglied führte Frank Bussari die Band weiter, die bei Engagements in amerikanischen und kanadischen Clubs spielte.
Nachdem 1999 mit Johnny D’Arc bereits das erste Mitglied der zweiten Generation gestorben war, starb Jimmy Arnold am 15. Januar 2004 in Sacramento mit 72 Jahren an Lungenkrebs. Connie Codarini starb am 28. April 2010 mit 80 Jahren in Concord, North Carolina. Frank Busseri starb am 28. Januar 2019 mit 86 Jahren in Rancho Mirage, Kalifornien.

## Ehrungen
1975 würdigte das Billboard Magazin die Four Lads mit einem Platz 167 in seiner Liste der Top 200 Aufnahmen der letzten 30 Jahre.
1984 wurden die Four Lads im Rahmen der Verleihung der Juno Awards in die Canadian Music Hall of Fame aufgenommen. Gleichzeitig erhielten sie, gemeinsam mit den Crew-Cuts und den Diamonds, den Juno Award für ihr Lebenswerk.
2003 erfolgte die Aufnahme der Four Lads in die Vocal Group Hall of Fame.